# تست مانتو

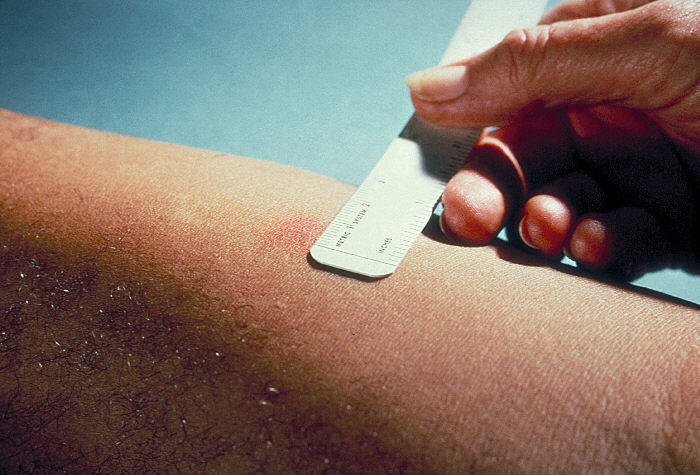
اندازهٔ اندوراسیون (برجستگی سفت) ۴۸ تا ۷۲ ساعت بعد اندازه‌گیری می‌شود. اریتم (قرمزی) پوست نباید اندازه‌گیری شود.

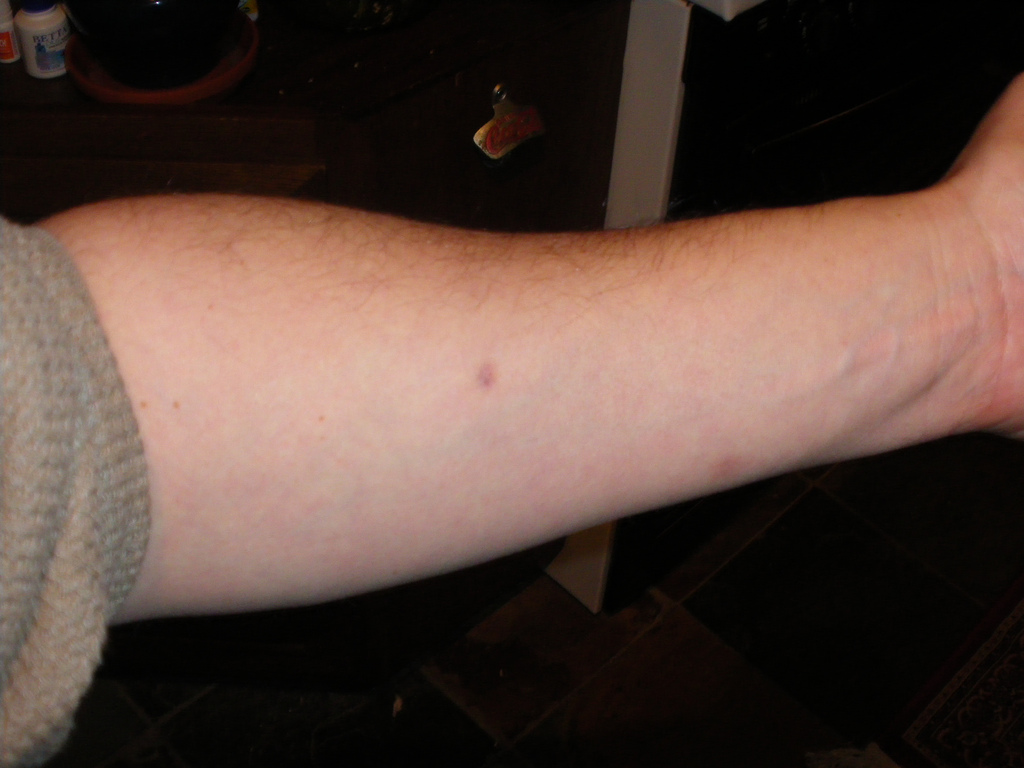
محل تزریق تست مانتو در یک فرد بدون بیماری مزمن و بدون عامل زمینه‌ساز که از نظر بالینی در ۵۰ ساعت منفی تشخیص داده شد.

تست مانتو (انگلیسی: Mantoux test) یا تست مندل-مانتو که با نام‌های دیگری چون تست غربالگری مانتو، تست حساسیت توبرکولین، تست پیرکه، یا تست پی‌پی‌دی انگلیسی: PPD test هم شناخته می‌شود، روشی برای غربال‌گری و تشخیص سل (TB) است. تست مانتو یکی از اصلی‌ترین تست‌های پوستی توبرکولین است که در سراسر جهان استفاده می‌شود و تا حد زیادی جایگزین تست‌های چند سوزنه مانند تست تاین می‌شود. تست هیف که نوعی تست تاین است، تا سال ۲۰۰۵ در انگلستان مورد استفاده قرار می‌گرفت و پس از آن تست مانتو جایگزین آن شد. تست مانتو توسط انجمن قفسه سینه آمریکا و مرکز کنترل و پیشگیری از بیماری تأیید شده است. این روش همچنین در اتحاد جماهیر شوروی استفاده می‌شد و در حال حاضر در اکثر کشورهای پس از فروپاشی شوروی رایج است، اگرچه تست‌های مانتویی که در شوروی انجام می‌شد به دلیل واکنش آلرژیک کودکان به آن، «مثبت کاذب» بسیاری داشت.
توبرکولین عصاره گلیسرولی باسیل سل است. توبرکولین مشتق پروتئینی خالص (PPD) رسوبی از مولکول‌های غیراختصاصی است که از کشت‌های استریل‌شده غلیظ و فیلترشده به دست می‌آید. واکنش توبرکولین نخستین بار توسط روبرت کخ در سال ۱۸۹۰ توصیف شد. این آزمایش نخستین توسط پزشک آلمانی «فلیکس مِندل» در سال ۱۹۰۸ توسعه داده و توصیف شد. این آزمون پوستی به افتخار شارل مانتو یک پزشک فرانسوی که بر اساس کار کوخ و کلمنس فون پیرکه آزمایش خود را در سال ۱۹۰۷ انجام داد، نام‌گذاری شده است. با این حال، این تست چندان قابل اعتماد نبود زیرا ناخالصی‌های موجود در توبرکولین نتایج نادرستی ایجاد می‌کرد. ازموند ری لانگ و فلورانس باربارا سیبرت فهمیدند که عامل فعال در توبرکولین، نوعی پروتئین است. سپس سیبرت چندین سال را صرف توسعه روش‌هایی برای جداسازی و خالص‌سازی پروتئین از مایکوباکتریوم توبرکلوزیس و به دست آوردن مشتق پروتئینی خالص (PPD) و ایجاد یک آزمایش قابل اعتماد برای سل کرد. نخستین مقاله او در مورد تصفیه توبرکولین در سال ۱۹۳۴ منتشر شد. در دهه ۱۹۴۰، مشتق پروتئینی خالص او، استاندارد بین‌المللی برای آزمایش‌های توبرکولین بود. در سال ۱۹۳۹، ام.ای. لینیکووا در روسیه نسخه اصلاح‌شده مشتق پروتئینی خالص را ایجاد کرد. در سال ۱۹۵۴، اتحاد جماهیر شوروی تولید انبوه PPD-L را به نام لینیکووا آغاز کرد.

## روش انجام
در تست مانتو، دوز استاندارد ۵ واحد توبرکولین (تی‌یو - ۰٫۱ میلی‌لیتر)، مطابق توصیهٔ مرکز کنترل و پیشگیری از بیماری، یا ۲ واحد توبرکولین RT23 در محلول ۰٫۱ میلی‌لیتری ساخته شده توسط «مؤسسه دولتی سرم» دانمارک مطابف توصیهٔ سرویس سلامت ملی به صورت داخل جلدی (بین لایه‌های درم) روی سطح فلکسور ساعد چپ، مابین آرنج و مچ تزریق می‌شود. تزریق باید با سرنگ توبرکولین انجام شود، در حالی که سوراخ خروجی سوزن به سمت بالا باشد. هنگامی که تزریق به‌درستی انجام شود، باید یک برجستگی رنگ‌پریده کهیرمانند در پوست، به قطر ۶ تا ۱۰ میلی‌متر ایجاد کند. نتیجه آزمایش بعد از ۴۸ تا ۹۶ ساعت، (به‌طور ایده‌آل بعد از ۷۲ ساعت / روز سوم) خوانده می‌شود.
این روش «تکنیک مانتو» نامیده می‌شود. انتظار می‌رود فردی که در معرض این باکتری قرار گرفته است، در این ناحیه پوستی حاوی پروتئین‌های باکتریایی، پاسخ ایمنی ایجاد کند. این پاسخ یک مثال کلاسیک از «واکنش بیش‌حساسیت نوع تأخیری» (DTH)، نوع IV است. سلول‌های T و سلول‌های میلوئیدی در عرض ۱–۳ روز به محل واکنش جذب شده و التهاب موضعی ایجاد می‌کنند. واکنش با اندازه‌گیری قطر سفتی (برآمدگی قابل لمس، ناحیه سخت شده) در سراسر ساعد (عمود بر محور بلند) بر حسب میلی‌متر خوانده می‌شود. اگر برجستگی سفت وجود نداشته باشد، نتیجه باید به عنوان «۰ میلی‌متر» ثبت شود. اریتم (قرمزی) نباید اندازه‌گیری شود. در نسخه پیرکه آزمایش توبرکولین از طریق زخم‌آرایی به روی پوست اعمال می‌شود.

## طبقه‌بندی واکنش توبرکولین
نتایج این آزمایش باید به دقت تفسیر شود. عوامل خطر پزشکی فرد تعیین می‌کند که در کدام افزایش سفتی (۵ میلی‌متر، ۱۰ میلی‌متر یا ۱۵ میلی‌متر)  نتیجه مثبت در نظر گرفته شود. نتیجه مثبت نشان می هد که فرد احتمالاً در معرض سل بوده است.
(الف) اندوراسیون یا برجستگیِ سفتِ پوست (و نه قرمزی) بیش از ۵ میلی‌متر یا بیشتر مثبت تلقی می‌شود اگر:
- فرد اچ‌آی‌وی مثبت باشد
- افرادی که اخیراً با یک بیمار سل تماس دارند
- افراد مبتلا به تغییرات ندولر یا فیبروتیک در اشعه ایکس قفسه سینه مطابق با سل بهبود یافته قدیمی
- بیمارانی که پیوند عضو دارند و سایر بیماران دچار سرکوب سیستم ایمنی

(ب) اندوراسیون یا برجستگیِ سفتِ پوست (و نه قرمزی) بیش از ۱۰ میلی‌متر یا بیشتر مثبت تلقی می‌شود اگر:
- مهاجران یا افرادی که اخیر از کشورهای با شیوع بالا سل آمده‌اند.
- مصرف‌کنندگان مواد مخدر تزریقی
- ساکنان و کارمندان محیط‌های پرخطر (مانند زندان‌ها، خانه‌های سالمندان، بیمارستان‌ها، پناهگاه‌های بی‌خانمان‌ها و غیره)
- پرسنل آزمایشگاه مایکوباکتریولوژی
- افراد مبتلا به برخی بیماری‌ها که آنها را در معرض خطر بالایی برای ابتلا به سل قرار می‌دهد (مانند دیابت، درمان طولانی‌مدت کورتیکواستروئید، سرطان خون، نارسایی کلیه مرحله نهایی، سندرم‌های سوء جذب مزمن، وزن کم بدن و غیره).
- کودکان کمتر از چهار سال، یا کودکان و نوجوانان در معرض خطر بزرگسالان

(پ) اندوراسیون یا برجستگیِ سفتِ پوست (و نه قرمزی) بیش از ۱۵ میلی‌متر یا بیشتر مثبت تلقی می‌شود اگر:
- افراد عادی و بدون عوامل خطرساز شناخته شده برای سل[۱۳]

تحول تست توبرکولین به صورت افزایش ۱۰ میلی‌متر یا بیشتر در یک دوره دو ساله بدون توجه به سن تعریف می‌شود. معیارهای جایگزین شامل افزایش ۶، ۱۲، ۱۵ یا ۱۸ میلی‌متری اندوراسیون (برجستگیِ سفتِ پوست) است.

## نتایج منفی کاذب
واکنش به PPD یا تست توبرکولین در شرایط زیر سرکوب شده و به‌غلط منفی می‌شود (در حالی که ممکن است فرد واقعاً سل داشته باشد):
- عفونت اخیر سل (کمتر از ۸ تا ۱۰ هفته)
- مونونوکلئوز عفونی
- واکسن ویروس زنده - آزمایش نباید در عرض ۳ هفته پس از واکسیناسیون ویروس زنده انجام شود (مثلاً واکسن واکسن ام‌ام‌آر یا واکسن سابین).
- سارکوئیدوز
- بیماری هوچکین
- درمان با کورتیکواستروئید / استفاده از استروئید (مثلا ورزشکاران)
- سوءتغذیه
- ضعف یا کمبود ایمنی - کسانی که تحت درمان سرکوبگر دستگاه ایمنی هستند یا مبتلایان به اچ‌آی‌وی با تعداد لنفوسیت تی CD4 کم، اغلب نتایج منفی از آزمایش دارند.

دلیل این امر آن است که سیستم ایمنی باید عملکردی طبیعی داشته باشد تا بتواند به مشتق پروتئین تزریق شده در زیر پوست پاسخ دهد. یک نتیجه منفی کاذب ممکن است در فردی رخ دهد که اخیراً به سل مبتلا شده است، اما سیستم ایمنی وی هنوز به باکتری واکنش نشان نداده است.
- عفونت ویروسی دستگاه تنفسی فوقانی

در صورتی که آزمایش توبرکولین دوم ضروری باشد، باید در بازوی دیگر انجام شود تا از حساسیتِ بیش از حدِ پوست جلوگیری شود.